# Рекс (футбольный клуб)
«Рекс» — футбольный клуб из Севастополя. Создан в 1917 году и расформирован в 1924 году. Являлся частью Севастопольского кружка любителей спорта. Команда дважды становилась чемпионом Севастополя.

## История

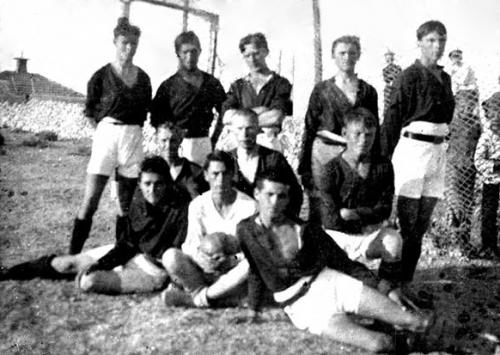
Команда в 1920 году

Команда основана в 1917 году при Севастопольском кружке любителей спорта. Название «Рекс» переводится с латинского как «царь». В 1917 году «Рекс» стал чемпионом города Севастополь. В январе 1919 года «Рекс» провёл два матча на поле за Историческим бульваром против команды французских оккупационных войск, которые завершились победой севастопольцев с одинаковым счётом (4:0). Данные игры являются первыми международными матчами в истории севастопольского футбола.

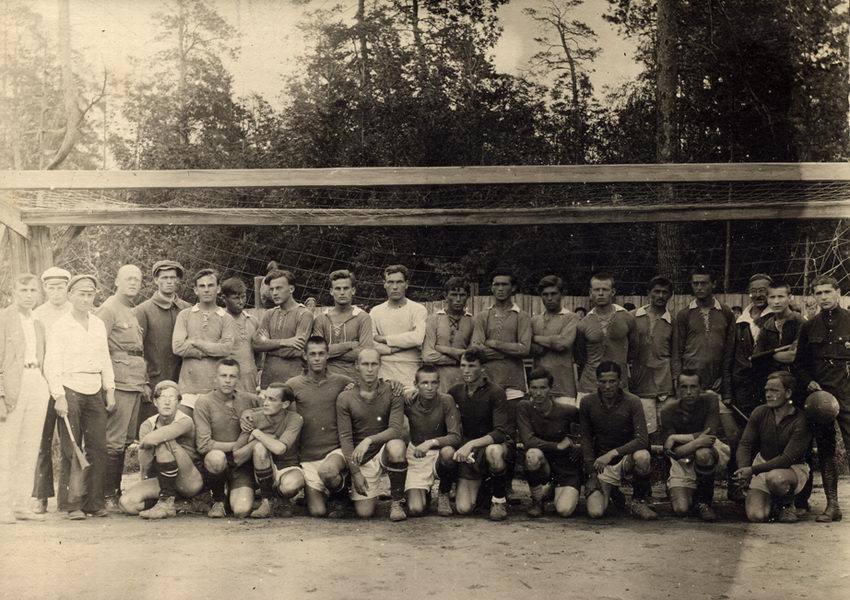
Игроки команды «Рекс» вместе с футболистами ОЛЛС, Москва, 1921 год

В следующий раз международную встречу команда провела 8 сентября 1920 года. Тогда «Рекс» обыграл команду английского лидера миноносцев «Монтроз» (2:0). В июле 1921 года «Рекс» сыграл в Москве против Общества любителей лыжного спорта (ОЛЛС) — будущей команды ЦСКА и уступил со счётом (0:4). 25 января 1922 года на поле у городской больницы «Рекс» сыграл в матче против команды Черноморского флотского экипажа. В товарищеском матче против харьковского «Спартака» команда дважды одержала победу (4:1 и 2:0), а сами игры посетители более 5 тысяч человек.
«Рекс» являлся сильнейшей командой Севастополя и Крыма в целом. По итогам розыгрыша чемпионата Севастополя по различным видам спорта, прошедшем в июле 1923 года, «Рексу» было присвоено звание чемпиона без состязаний. Газета «Красный спорт» (сейчас — «Советский спорт») от 1924 года так описывала успехи «Рекса» за предыдущий год: «Блестящих успехов добилась в 1923 году лучшая крымская команда С.К.Л.С. — „Рекс“, не имевшая за весь год ни одного поражения в Крыму и выигравшая первенство Крыма у Симферополя со счетом — 2:1».
Новая советская власть решением Совета народных комиссаров РСФСР от 27 июня 1923 года постановила, что созданные по законам Российской империи спортивные организации должны быть расформированы. Юридическое решение о роспуске СКЛС и всех созданных при нём команд, включая «Рекс», городской совет физической культуры Севастополя принял 9 апреля 1924 года. Футболисты «Рекса» после роспуска кружка начали играть за команду «Местран» (Местный транспорт).

## Достижения
- Чемпион Севастополя (2): 1917, 1923